# Memecylon schraderbergense
Memecylon schraderbergense är en tvåhjärtbladig växtart som beskrevs av Rudolf Mansfeld. Memecylon schraderbergense ingår i släktet Memecylon och familjen Melastomataceae. Inga underarter finns listade i Catalogue of Life.